# Мальцев, Алексей Петрович
Алексей (Алексий) Петрович Мальцев (14 (26) марта 1854, Ярославская губерния — 15 (28) апреля 1915, Кисловодск, Российская империя) — священнослужитель Русской православной церкви, протоиерей, богослов, переводчик, основатель Свято-Князь-Владимирского братства.

## Происхождение и образование
Родился 14 (26) марта 1854 года в семье священника Ярославской губернии.
Среднее духовное образование получил в Ярославской духовной семинарии, а высшее — в Петербургской духовной академии, которую окончил магистрантом в 1878 году со званием кандидата богословия. В 1882 году он за своё курсовое сочинение «Нравственная философия утилитаризма» Советом Петербургской духовной академии был удостоен степени магистра богословия. По окончании академии А. П. Мальцев состоял преподавателем философии, психологии и педагогики в Петербургской духовной семинарии, а также преподавателем педагогики в нескольких женских гимназиях.
В 1882 году он был рукоположен во священника и назначен настоятелем церкви при Театральной дирекции. 23 августа (4 сентября) 1886 года он по предложению митрополита Санкт-Петербургского Исидора (Никольского) был возведен в сан протоиерея и назначен настоятелем посольской домовой церкви св. Владимира в Берлине.

## Деятельность в Германии
Видя тяжелое положение российских подданных, оказавшихся после неудачного переселения за океан без средств в Берлине и других германских городах, у протоиерея А. Мальцева довольно скоро после прибытия в Берлин родилась мысль организовать благотворительное братство для духовного и материального окормления соотечественников на чужбине. Несмотря на тяжелый удар в его жизни — 4 (16) мая 1889 г. умирает его 28-летняя жена Мария Аполлинаровна (похоронена на участке русского храма в Потсдаме) — он целеустремлённо осуществил эту цель и 29 марта (10 апреля) 1890 г. при посольстве в Берлине окончательно создал Свято-Князь-Владимирское братство, в задачи которого входила помощь нуждающимся российским подданным любого христианского исповедания и православным христианам любой национальности. Возле пригорода Тегеля, к северо-западу от Берлина, Братство в 1892 году соорудило православное кладбище с храмом святых Константина и Елены, а в 1895 году — дом имени Императора Александра III с мастерскими, садоводством и типографией, где нуждающиеся могли своим трудом заработать деньги на возвращение в Россию. Братство взяло на себя также задачу организации сооружения православных храмов там, где в этом была нужда: в Бад-Гомбурге (1899 г.), Бад-Киссингене (1901 г.), Гёрберсдорфе (1901 г.), Гамбурге (1901 г.), Бад-Наугейме (1908 г.), Бад-Брюккенау (1908 г.), Бад-Вильдунгене (1912 г.) и Данциге (1913 г.). Всей деятельностью Братства, включая ведения обширной бухгалтерии, практически заведовал сам протоиерей А. Мальцев, будучи формально всего лишь казначеем общества.
Особенно протоиерей А. Мальцев, однако, прославился как богослов и переводчик. Его перевод множества богослужебных книг на немецкий язык до сегодняшнего дня остался основой для православных богослужений на немецком языке. Съ 1890 по 1904 год вышли следующие его переводы: «Die göttlichen Liturgien» («Божественная литургия»), «Liturgien der Orthodox-Katholischen Kirche» («Литургии Православной Восточной Церкви»), «Liturgikon» («Служебник»), «Die Nachtwache» («Всенощное бдение»), «Andachtsbuch» («Канонник, или акафисты и песни канонов»), «Bitt-, Dank- und weihe-Gottesdienste» (чины различных просительных, благодарственных и освятительных молитвословий), «Begräbnis-Ritus und einige spezielle und alterthümliche Gottesdienste» (чины погребения и специальные последования), «Die Sacramente» («Таинства»), «Fasten- und Blumen-Triodion» («Постная и Цветная Триоди»), «Menologion der Orthodox-Katholischen Kirche» («Месяцеслов»), «Oktoechos… der Orthodox-Katholischen Kirche des Morgenlandes» («Октоих»), «Der Große Büß-Kanon» («Великий покаянный канон»).
Как богослов, протоиерей А. Мальцев много выступал, в частности, на Велеградских конгрессах, и беспрерывно вёл переписку и дискуссии со многими западными богословами. Он допускал возможность единения с теми христианскими сообществами, которые сохранили от апостольского времени апостольское преемство, если будут отстранены все догматические расхождения между ними и Православной Церковью. Для англикан и старо-католиков он не видел такой возможности.
За свои труды протоиерей А. Мальцев был удостоен целого ряда почётов. Он был членом Петербургской, Московской и Казанской духовных академий, Русского Палестинского общества, Общества православных соединённых братств Нью-Йоркского округа, Королевско-греческого Археологического общества, Королевско-сербского общества св. Саввы и др., а в 1898 году он с детьми был возведён в потомственное дворянство. Его авторитет признавался в высших церковных кругах. В 1906 году он в Петербурге участвовал в Предсоборном Присутствии для обсуждения вопросов, подлежавших рассмотрению на планируемом Поместном Соборе Русской Православной Церкви. В 1907 году он должен был стать преемником архиепископа Алеутского Тихона (Беллавина) в Америке, причём в его случае Синод даже не настаивал на пострижении в монашество. Однако, А. Мальцев отказался от этого предложения ради Братства и своей службы в Германии. Он мечтал ещё о сооружении Братством православного собора св. Андрея в Берлине. Первая мировая война разрушила все его планы. Вместе со всем русским духовенством и со всеми российскими дипломатами протоиерей А. Мальцев 3 августа (21 июля) 1914 года вынужден был покинуть Германию и вернуться в Россию. За свои заслуги перед государством и церковью Алексей Мальцев был пожалован 6 мая 1911 года орденом Св. Владимира II степени.
В Москве он какое-то время надеялся продолжать хотя бы издавать братский журнал «Церковную Правду», но его здоровье всё ухудшалось. Он болел диабетом. 15 (28) апреля 1915 года, в ночь на 16 (29) апреля, он умер в Кисловодске, где находился для лечения. После отпевания в храме Петроградской духовной академии он был похоронен на Никольском кладбище Александро-Невской лавры в Петрограде.